# Desítková soustava
Desítková soustava či dekadická soustava je poziční číselná soustava se základem 10. Pro zápis čísla se používají číslice 0, 1, 2, 3, 4, 5, 6, 7, 8, 9. Desítková soustava umožňuje přesný zápis libovolného celého čísla; záporná čísla jsou označena na začátku znakem "−", "minus". S použitím desetinné značky (typicky desetinné čárky nebo desetinné tečky) lze v desítkové soustavě zapsat libovolné reálné číslo s jakoukoli konečnou přesností.

## Použití
Tato číselná soustava je dnes nejužívanější jak v občanském životě, tak ve vědě a technice. V dřívějších dobách se používaly i soustavy s jiným základem, např. dvacítková, šedesátková nebo dvanáctková. Se šedesátkovou soustavou, zavedenou Sumery, se nadále setkáváme při měření času a úhlů. Nově však nachází uplatnění některé jiné soustavy, např. dvojková, osmičková, dvanáctková a šestnáctková, které jsou používány ve výpočetní technice a v informatice.

## Historie
Desítková soustava se používá odedávna. Už i egyptská matematika byla založena na desítkové soustavě; egyptština měla k dispozici číslovky až do miliónu. Tato soustava je pravděpodobně odvozena od počítání na deseti prstech rukou.

## Desítkový zápis čísla a výpočet jeho hodnoty
- Zápis nuly je {\displaystyle 0}.
- Každé kladné celé číslo {\displaystyle q} lze zapsat jako konečnou posloupnost {\displaystyle X} tvořenou {\displaystyle n_{X}} číslicemi {\displaystyle x_{1}x_{2}\ldots x_{n_{X}}}, kde {\displaystyle n_{X}\geq 1} je celé číslo a pro každé celé {\displaystyle i}, kde {\displaystyle 1\leq i\leq n_{X}}, je {\displaystyle x_{i}} jedna z číslic 0 až 9. Pak platí

(1)     {\displaystyle q=X=\sum _{i=1}^{n_{X}}{x_{i}}\cdot 10^{n_{X}-i}}
 Číslo zapsané posloupností {\displaystyle X} má stejnou aritmetickou hodnotu jako číslo zapsané posloupností {\displaystyle 0X}, {\displaystyle 00X} apod.. Proto se zpravidla "vedoucí" nuly na začátku čísla nepíšou (tj. {\displaystyle x_{1}\neq 0}, ovšem kromě čísla "nula" samotného, {\displaystyle 0}), až na zvláštní případy, kdy je např. přikázán formát zápisu {\displaystyle X} čísla {\displaystyle q} s daným počtem {\displaystyle k>1} číslic.

- Každé kladné necelé číslo {\displaystyle r} lze zapsat jako posloupnost {\displaystyle XdY} tvořenou
  - konečnou posloupností {\displaystyle X} z {\displaystyle n_{X}} číslic;
  - desetinnou značkou {\displaystyle d}, což je buď čárka (užita na této stránce), nebo tečka. Podrobnosti viz heslo desetinná značka;
  - konečnou nebo nekonečnou posloupností {\displaystyle Y} z {\displaystyle n_{Y}} číslic.

Posloupnosti {\displaystyle X=x_{1}x_{2}\dots x_{n_{X}}}, {\displaystyle Y=y_{1}y_{2}\dots y_{n_{Y}}} jsou tvořeny analogicky, jak je uvedeno výše, a platí
(2)     {\displaystyle \ r=XdY=\sum _{i=1}^{n_{X}}{x_{i}}\cdot 10^{n_{X}-i}+\sum _{j=1}^{n_{Y}}{y_{j}}\cdot 10^{-j}};
v druhé sumě může být i {\displaystyle n_{Y}=\infty }.
- Posloupnost {\displaystyle X} je nutno[5] vypsat, i když jde o nulu, např. {\displaystyle a=0,\!25}. (Dříve se příležitostně v anglofonním světě při zápisu s desetinnou tečkou samotná nula před ní vynechávala.)
- Záporné číslo zapisujeme znamínkem "minus", {\displaystyle -}, následovaným bez mezery odpovídajícím číslem kladným.

Příklady: {\displaystyle -100;-0,\!75;-\pi \equiv -3,\!141\,59\dots } .
Tři tečky "{\displaystyle \dots }" zde znamenají neúplný zápis čísla, v němž nejsou uvedeny další číslice.

### Zvláštní případy
- Kladné číslo racionální {\displaystyle r=a/b>0}, kde {\displaystyle a,b} jsou čísla celá, má
  - buď zápis konečný, tj. v zápisu (2) výše je {\displaystyle m<\infty }, a to právě tehdy, když je {\displaystyle a=2^{e}5^{f}}, kde {\displaystyle e>0,f>0} jsou čísla celá,
  - anebo nekonečný, ale periodický ve tvaru

{\displaystyle r=XdYZZZZZ\dots \equiv XdY{\overline {Z}}}, kde {\displaystyle X,Y,Z} jsou konečné posloupnosti {\displaystyle n_{X},n_{Y},n_{Z}} číslic analogické dřívější {\displaystyle X} a pruh nad {\displaystyle Z} značí opakování celé posloupnosti {\displaystyle n_{Z}} číslic tvořících {\displaystyle Z}. Nazývají se předčíslí (předperioda) {\displaystyle Y} a občíslí (perioda) {\displaystyle Z}, zatímco {\displaystyle X} je celá část čísla {\displaystyle r}. Označíme-li {\displaystyle s} hodnotu čísla {\displaystyle XdY} a {\displaystyle t} hodnotu celého čísla {\displaystyle Z}, pak platí
(3)     {\displaystyle r=s+{\frac {t}{10^{n_{Y}}(10^{n_{Z}}-1)}}}.
Příklady:
{\displaystyle 55/13=4,\!2307692307692307\dots =4,\!{\overline {230769}}=4+{\frac {230769}{999999}}} , ale také 
{\displaystyle \qquad \qquad \ =4,\!2307{\overline {692307}}=4,\!2307+{\frac {692307}{9999990000}}} apod.
- Aritmetická hodnota čísla se nezmění připojením libovolného (i nekonečného) počtu nul za konečný zápis typu {\displaystyle r=XdY}, tedy {\displaystyle r=XdY=XdY0=XdY00=\dots =XdY{\overline {0}}}. Rozdíl však je v případě čísel zaokrouhlených, kde je podstatný počet platných číslic.
- Protože {\displaystyle 1=0,\!{\overline {9}}}, lze každý zápis s občíslím {\displaystyle {\overline {9}}} zapsat bez občíslí tak, že zvětšíme o 1 poslední číslici menší než 9, která stojí před posloupností tvořenou jen číslicí 9, a následující číslice 9 nahradíme 0, jde-li o celou část čísla, resp. vynecháme, jde-li o předčíslí. Pokud by zbylo předčíslí prázdné, vynecháme i desetinnou značku {\displaystyle d}.

Příklady:
{\displaystyle 12\,399,\!{\overline {9}}=12\,400}
{\displaystyle 12\,345,\!6{\overline {9}}=12\,345,\!7}
- Analogická pravidla platí pro čísla záporná. Zpracujeme nejprve absolutní hodnotu čísla, pak připojíme znamínko.

{\displaystyle -12\,345,\!6{\overline {9}}=-12\,345,\!7}

### Zápis a hodnota čísel zaokrouhlených
Aritmetická hodnota čísel {\displaystyle a=12,\!3} a {\displaystyle b=12,\!300} je stejná, tedy {\displaystyle a=b}. Pokud však jde o numerickou matematiku pracující se zaokrouhlenými čísly a o její aplikace v praxi (např. hodnota změřené fyzikální veličiny), je mezi čísly rozdíl, protože {\displaystyle b} má 5 platných číslic, zatímco {\displaystyle a} jen 3. Bezpečnější zápis v takových případech je
{\displaystyle a=12,\!30(5)} a {\displaystyle b=12,\!300\,0(5)}. Celé číslo uvedené za hodnotou v závorce (může mít i více míst) udává nejistotu či chybu čísel {\displaystyle a,b} a jeho poslední číslice odpovídá poslední číslici předcházejícího čísla. Hodnotou čísla {\displaystyle b} může tedy být libovolné z čísel ležících v intervalu {\displaystyle 12,\!299\,5} až {\displaystyle 12,\!300\,5}. Podobně např. hodnotou čísla {\displaystyle c=1,\!234\,567(12)} může být libovolné z čísel ležících v intervalu {\displaystyle 1,\!234\,555} až {\displaystyle 1,\!234\,579}. Podrobnosti viz platné číslice.

## Názvy velkých čísel
Názvy velkých čísel v češtině jsou postaveny na Pelletierově systému, který se používá ve velké části Evropy, ne však v USA.
Tzv. krátká soustava (z francouzského échelle courte), též American system, označuje slovem bilion číslo, které se rovná tisíci milionům (109) a další pojmenování následují vždy po tisícinásobku. Tedy trilion je tisíc bilionů (1012), kvadrilion je tisíc trilionů (1015) atd. Tato soustava nezná slovo miliarda. Krátká soustava je užívána ve Spojených státech a zhruba od sedmdesátých let 20. století také ve většině anglicky mluvících zemí (Velká Británie, Austrálie, Kanada s výjimkou frankofonních částí, Irsko atd.)
- V kontinentální Evropě, a tedy i v České republice je zpravidla užívána tzv. dlouhá soustava (échelle longue), v níž pro tisíc milionů (109) je užíván termín miliarda, bilion má význam milionu milionů (1012) a trilion je milion bilionů (1018). Pro tisíc bilionů (1015) je někdy užíváno slovo biliarda.

Kombinaci obou systémů užívají země bývalého Sovětského svazu a Turecko. Zde existuje termín miliarda ve smyslu dlouhé soustavy (109), ale pojmenování vyšších čísel se řídí soustavou krátkou.
Ve vědě a technice jsou používány předpony dle soustavy SI (kilo, Mega atd.) označující násobky základních jednotek fyzikálních a technických veličin. Předpony dle soustavy SI jsou používány jednotně v celém světě a nedochází u nich k omylům.
Princip, jakým jsou tvořena jména velkých čísel, udává následující tabulka (americké názvy pro N=109 až 1063, 10303, britský 10600 podle):
| Hodnota | Název v krátké soustavě | Název v dlouhé soustavě | Předpona |
| ------- | ----------------------- | ----------------------- | -------- |
| 10−24   | septiliontina           | kvadriliontina          | yokto    |
| 10−21   | sextiliontina           | triliardtina            | zepto    |
| 10−18   | kvintiliontina          | triliontina             | atto     |
| 10−15   | kvadriliontina          | biliardtina             | femto    |
| 10−12   | triliontina             | biliontina              | piko     |
| 10−9    | biliontina              | miliardtina             | nano     |
| 10−6    | miliontina              | miliontina              | mikro    |
| 10−3    | tisícina                | tisícina                | mili     |
| 10−2    | setina                  | setina                  | centi    |
| 10−1    | desetina                | desetina                | deci     |
| 100     | jednotka                | jednotka                | -        |
| 101     | deset                   | deset                   | deka     |
| 102     | sto                     | sto                     | hekto    |
| 103     | tisíc                   | tisíc                   | kilo     |
| 106     | milion                  | milion                  | mega     |
| 109     | billion                 | miliarda                | giga     |
| 1012    | trillion                | bilion                  | tera     |
| 1015    | quadrillion             | biliarda                | peta     |
| 1018    | quintillion             | trilion                 | exa      |
| 1021    | sextillion              | triliarda               | zetta    |
| 1024    | septillion              | kvadrilion              | yotta    |
| 1027    | octillion               | kvadriliarda            | -        |
| 1030    | nonillion               | kvintilion              | -        |
| 1033    | decillion               | kvintiliarda            | -        |
| 1036    | undecillion             | sextilion               | -        |
| 1039    | duodecillion            | sextiliarda             | -        |
| 1042    | tredecillion            | septilion               | -        |
| 1045    | quattuordecillion       | septiliarda             | -        |
| 1048    | quindecillion           | oktilion                | -        |
| 1051    | sexdecillion            | oktiliarda              | -        |
| 1054    | septendecillion         | nonilion                | -        |
| 1057    | octodecillion           | noniliarda              | -        |
| 1060    | novemdecillion          | decilion                | -        |
| 1063    | vigintillion            | deciliarda              | -        |
| 1066    | unvigintilion           | undecilion              | -        |
| 1069    | duovigintilion          | undeciliarda            | -        |
| 1072    | trevigintillion         | duodecilion             | -        |
| 1075    | quattuorvigintillion    | duodeciliarda           | -        |
| 1078    | kvinvigintilion         | tredecilion             | -        |
| 1081    | sesvigintilion          | tredeciliarda           | -        |
| 1084    | septemvigintilion       | kvadrodecilion          | -        |
| 1087    | oktovigintilion         | kvadrodeciliarda        | -        |
| 1090    | novemvigintilion        | kvindecilion            | -        |
| 1093    | trigintilion            | kvindeciliarda          | -        |
| 1096    | untrigintilion          | sexdecilion             | -        |
| 1099    | duotrigintilion         | sexdeciliarda           | -        |
| 10100   | googol                  | googol                  |          |
| 10303   | centillion              | kvingintiliarda         |          |
| 10600   | novenonagintacentilion  | centilion               |          |

## Srovnání číselných soustav
| Číselná soustava (základ) | Číselná soustava (základ) | Číselná soustava (základ) | Číselná soustava (základ) | Číselná soustava (základ) | Číselná soustava (základ) | Číselná soustava (základ) | Číselná soustava (základ) | Číselná soustava (základ) | Číselná soustava (základ) | Číselná soustava (základ) | Číselná soustava (základ) | Číselná soustava (základ) |
| 10                        | 2                         | 3                         | 4                         | 5                         | 6                         | 7                         | 8                         | 9                         | 12                        | 16                        | 20                        | 36                        |
| ------------------------- | ------------------------- | ------------------------- | ------------------------- | ------------------------- | ------------------------- | ------------------------- | ------------------------- | ------------------------- | ------------------------- | ------------------------- | ------------------------- | ------------------------- |
| 1                         | 1                         | 1                         | 1                         | 1                         | 1                         | 1                         | 1                         | 1                         | 1                         | 1                         | 1                         | 1                         |
| 2                         | 10                        | 2                         | 2                         | 2                         | 2                         | 2                         | 2                         | 2                         | 2                         | 2                         | 2                         | 2                         |
| 3                         | 11                        | 10                        | 3                         | 3                         | 3                         | 3                         | 3                         | 3                         | 3                         | 3                         | 3                         | 3                         |
| 4                         | 100                       | 11                        | 10                        | 4                         | 4                         | 4                         | 4                         | 4                         | 4                         | 4                         | 4                         | 4                         |
| 5                         | 101                       | 12                        | 11                        | 10                        | 5                         | 5                         | 5                         | 5                         | 5                         | 5                         | 5                         | 5                         |
| 6                         | 110                       | 20                        | 12                        | 11                        | 10                        | 6                         | 6                         | 6                         | 6                         | 6                         | 6                         | 6                         |
| 7                         | 111                       | 21                        | 13                        | 12                        | 11                        | 10                        | 7                         | 7                         | 7                         | 7                         | 7                         | 7                         |
| 8                         | 1000                      | 22                        | 20                        | 13                        | 12                        | 11                        | 10                        | 8                         | 8                         | 8                         | 8                         | 8                         |
| 9                         | 1001                      | 100                       | 21                        | 14                        | 13                        | 12                        | 11                        | 10                        | 9                         | 9                         | 9                         | 9                         |
| 10                        | 1010                      | 101                       | 22                        | 20                        | 14                        | 13                        | 12                        | 11                        | A                         | A                         | A                         | A                         |
| 100                       | 1100100                   | 10201                     | 1210                      | 400                       | 244                       | 202                       | 144                       | 121                       | 84                        | 64                        | 50                        | 2S                        |
| 1000                      | 1111101000                | 1101001                   | 33220                     | 13000                     | 4344                      | 2626                      | 1750                      | 1331                      | 6B4                       | 3E8                       | 2A0                       | RS                        |